# Украшенная сойка
Укра́шенная со́йка (лат. Garrulus lidthi) — птица семейства врановых. Характеризуется фиолетово-чёрными перьями головы, фиолетово-синими перьями спины и надкрылий и каштаново-фиолетовой окраской остальных частей тела.
Собирается в небольшие стаи.
Эндемик сосновых и других лесов, японских островов Осима и Таканосима.
Основной пищей украшенной сойки служат жёлуди вида Quercus cuspidata. Также поедает мелких рептилий и беспозвоночных.
В отличие от других соек, гнездо строит обычно в дуплах. В гнезде обычно бывает от 3 до 4 яиц.